# Discographie de Lady Gaga
La discographie de la chanteuse pop américaine Lady Gaga se compose de sept albums studio (dont deux albums de jazz avec Tony Bennett), quatre bandes originales de film, deux compilations, quatre EP et une quarantaine de singles.
Lady Gaga connaît un grand succès international en 2008 dès la sortie de son premier album studio, The Fame, notamment grâce aux titres Just Dance et Poker Face qui se classent n°1 dans plusieurs pays, tout comme les titres Bad Romance et Telephone (avec Beyonce), issus de The Fame Monster (2009).
Elle publie ensuite les albums Born This Way (2011) et Artpop (2013), qui se classent n°1 à leur tour, puis enregistre un album de jazz avec Tony Bennett, Cheek to Cheek (2014).

Après l'album Joanne (2016), elle tient l'un des rôles principaux du film A Star is Born avec Bradley Cooper (2018), avec qui elle enregistre la bande originale du film qui connaît un grand succès mondial, portée par le titre Shallow.
Elle sort ensuite l'album Chromatica (2020) et un nouvel album de jazz avec Tony Bennett, Love for Sale (2021). Son septième album studio solo, Mayhem, sort le 7 mars 2025.
Lady Gaga a vendu plus de 170 millions de disques dans le monde.

## Albums

### Albums studio
| Album                                                       | Classements | Classements | Classements | Classements | Classements | Classements | Classements | Classements | Classements | Classements | Classements | Classements | Classements | Classements | Classements | Classements | Certifications                                                             | Ventes mondiales |
| Album                                                       | É-U         | CAN         | R-U         | IRL         | FRA         | ESP         | ITA         | SUI         | BE/W        | BE/F        | P-B         | ALL         | AUT         | SUE         | AUS         | N-Z         | Certifications                                                             | Ventes mondiales |
| ----------------------------------------------------------- | ----------- | ----------- | ----------- | ----------- | ----------- | ----------- | ----------- | ----------- | ----------- | ----------- | ----------- | ----------- | ----------- | ----------- | ----------- | ----------- | -------------------------------------------------------------------------- | ---------------- |
| The Fame - Label : Interscope, Kon Live, Streamline         | 2           | 1           | 1           | 1           | 2           | 3           | 13          | 1           | 8           | 4           | 12          | 1           | 1           | 15          | 3           | 2           | : 6x Platine : 7x Platine : 11x Platine : Diamant : 9x Or : 6x Platine     | 16 000 000       |
| The Fame Monster - Label : Interscope, Kon Live, Streamline | 5           | 6           | 1           | 1           | 13          | 26          | 2           | 1           | 5           | 1           | 4           | 1           | 1           | 2           | 1           | 1           | : 5x Platine : 3x Platine                                                  | 16 000 000       |
| Born This Way - Label : Interscope, Kon Live, Streamline    | 1           | 1           | 1           | 1           | 1           | 2           | 1           | 1           | 1           | 1           | 5           | 1           | 1           | 1           | 1           | 1           | : 4x Platine : 4x Platine : 3x Platine : 2x Platine : Platine : 2x Platine | 8 000 000        |
| Artpop - Label : Interscope, Streamline                     | 1           | 3           | 1           | 2           | 3           | 3           | 2           | 2           | 2           | 2           | 4           | 3           | 1           | 6           | 2           | 2           | : Platine : Platine : Platine : Or                                         | 2 300 000        |
| Joanne - Label : Interscope, Streamline                     | 1           | 2           | 3           | 3           | 9           | 2           | 2           | 3           | 6           | 5           | 5           | 6           | 9           | 3           | 2           | 2           | : Platine : Or : Or : Or                                                   | 1 500 000        |
| Chromatica - Label : Interscope, Streamline                 | 1           | 1           | 1           | 1           | 1           | 11          | 1           | 1           | 2           | 3           | 1           | 3           | 1           | 2           | 1           | 1           | : Platine : Or : Or : Platine                                              | 700 000          |
| Mayhem - Label : Interscope, Streamline                     | 1           |             | 1           | 1           | 2           |             | 1           |             |             |             |             | 1           |             | 2           | 1           | 1           | : Platine : Or                                                             |                  |

### Bandes originales de film
| Album                                                                              | Classements | Classements | Classements | Classements | Classements | Classements | Classements | Classements | Classements | Classements | Classements | Classements | Classements | Classements | Classements | Classements | Certifications                                                          | Ventes mondiales |
| Album                                                                              | É-U         | CAN         | R-U         | IRL         | FRA         | ESP         | ITA         | SUI         | BE/W        | BE/F        | P-B         | ALL         | AUT         | SUE         | AUS         | N-Z         | Certifications                                                          | Ventes mondiales |
| ---------------------------------------------------------------------------------- | ----------- | ----------- | ----------- | ----------- | ----------- | ----------- | ----------- | ----------- | ----------- | ----------- | ----------- | ----------- | ----------- | ----------- | ----------- | ----------- | ----------------------------------------------------------------------- | ---------------- |
| A Star is Born (avec Bradley Cooper) - Label : Interscope                          | 1           | 1           | 1           | 1           | 1           | 2           | 4           | 1           | 4           | 1           | 3           | 4           | 2           | 58          | 1           | 1           | : 2x Platine : 3x Platine : 2x Platine : Diamant : Platine : 3x Platine | 6 000 000        |
| Top Gun: Maverick - Sortie : 27 mai 2022 - Label : Interscope, Paramount Music     | 17          | 23          | 1           | 3           | 17          | 57          | 74          | 3           | 15          | 18          | 85          | 16          | 7           | -           | 11          | 16          | : Or                                                                    |                  |
| Harlequin - Label : Interscope                                                     | 20          | 66          | 11          | 55          | 10          | 5           | 12          | 4           | 20          | 65          | 71          | 9           | 8           | -           | 40          | 28          |                                                                         |                  |
| Joker : Folie à Deux (avec Joaquin Phoenix) - Label : Interscope, WaterTower Music | -           | -           | -           | -           | 39          | 44          | 92          | 21          | 29          | 51          | -           | 43          | 10          | -           | -           | -           |                                                                         |                  |

### Albums collaboratifs
| Album                                                                         | Classements | Classements | Classements | Classements | Classements | Classements | Classements | Classements | Classements | Classements | Classements | Classements | Classements | Classements | Classements | Classements | Certifications               | Ventes mondiales |
| Album                                                                         | É-U         | CAN         | R-U         | IRL         | FRA         | ESP         | ITA         | SUI         | BE/W        | BE/F        | P-B         | ALL         | AUT         | SUE         | AUS         | N-Z         | Certifications               | Ventes mondiales |
| ----------------------------------------------------------------------------- | ----------- | ----------- | ----------- | ----------- | ----------- | ----------- | ----------- | ----------- | ----------- | ----------- | ----------- | ----------- | ----------- | ----------- | ----------- | ----------- | ---------------------------- | ---------------- |
| Cheek to Cheek (avec Tony Bennett) - Label : Interscope, Streamline, Columbia | 1           | 3           | 10          | 12          | 9           | 5           | 6           | 7           | 4           | 4           | 13          | 12          | 6           | -           | 7           | 3           | : Or : Platine : Argent : Or | 1 400 000        |
| Love for Sale (avec Tony Bennett) - Label : Interscope, Streamline, Columbia  | 8           | 33          | 6           | 24          | 6           | 12          | 8           | 2           | 5           | 11          | 10          | 5           | 4           | -           | 11          | -           |                              |                  |

### Albums de remixes
| Album                                         | Classements | Classements | Classements | Classements | Classements | Classements | Classements | Classements | Classements | Classements | Classements | Classements | Classements | Classements | Classements | Classements | Certifications | Ventes mondiales |
| Album                                         | É-U         | CAN         | R-U         | IRL         | FRA         | ESP         | ITA         | SUI         | BE/W        | BE/F        | P-B         | ALL         | AUT         | SUE         | AUS         | N-Z         | Certifications | Ventes mondiales |
| --------------------------------------------- | ----------- | ----------- | ----------- | ----------- | ----------- | ----------- | ----------- | ----------- | ----------- | ----------- | ----------- | ----------- | ----------- | ----------- | ----------- | ----------- | -------------- | ---------------- |
| The Remix - Label : Interscope                | 6           | 5           | 3           | 10          | 19          | 12          | 22          | -           | 6           | 3           | 36          | -           | -           | 40          | 12          | 9           | : Or           | 1 500 000        |
| Born This Way: The Remix - Label : Interscope | 105         | -           | 77          | -           | 71          | 41          | 89          | -           | 69          | -           | -           | -           | -           | -           | 62          | -           |                |                  |
| Dawn of Chromatica - Label : Interscope       | 66          | 89          | 56          | 45          | 108         | 71          | 49          | -           | 85          | 67          | 97          | -           | -           | -           | 31          | 32          |                |                  |

### Compilation
| Album                            | Classements                | Classements                | Classements                | Classements                | Classements                | Classements                | Classements                | Classements                | Classements                | Classements                | Classements                | Classements                | Classements                | Classements                | Classements                | Classements                | Certifications | Ventes mondiales |
| Album                            | É-U                        | CAN                        | R-U                        | IRL                        | FRA                        | ESP                        | ITA                        | SUI                        | BE/W                       | BE/F                       | P-B                        | ALL                        | AUT                        | SUE                        | AUS                        | N-Z                        | Certifications | Ventes mondiales |
| -------------------------------- | -------------------------- | -------------------------- | -------------------------- | -------------------------- | -------------------------- | -------------------------- | -------------------------- | -------------------------- | -------------------------- | -------------------------- | -------------------------- | -------------------------- | -------------------------- | -------------------------- | -------------------------- | -------------------------- | -------------- | ---------------- |
| The Singles - Label : Interscope | Sorti uniquement au Japon. | Sorti uniquement au Japon. | Sorti uniquement au Japon. | Sorti uniquement au Japon. | Sorti uniquement au Japon. | Sorti uniquement au Japon. | Sorti uniquement au Japon. | Sorti uniquement au Japon. | Sorti uniquement au Japon. | Sorti uniquement au Japon. | Sorti uniquement au Japon. | Sorti uniquement au Japon. | Sorti uniquement au Japon. | Sorti uniquement au Japon. | Sorti uniquement au Japon. | Sorti uniquement au Japon. |                |                  |

### EP
- 2009 : The Cherrytree Sessions
- 2009 : Hitmixes (sorti uniquement au Canada)
- 2011 : A Very Gaga Holiday

## Singles

### Années 2000
| Année | Single                          | Classements                                                                  | Classements | Classements | Classements | Classements | Classements | Classements | Classements | Classements | Classements | Classements | Classements | Classements | Classements | Classements | Classements | Album                |
| Année | Single                          | É-U                                                                          | CAN         | R-U         | IRL         | FRA         | ESP         | ITA         | SUI         | BE/W        | BE/F        | P-B         | ALL         | AUT         | SUE         | AUS         | N-Z         | Album                |
| ----- | ------------------------------- | ---------------------------------------------------------------------------- | ----------- | ----------- | ----------- | ----------- | ----------- | ----------- | ----------- | ----------- | ----------- | ----------- | ----------- | ----------- | ----------- | ----------- | ----------- | -------------------- |
| 2008  | Just Dance (avec Colby O'Donis) | 1                                                                            | 1           | 1           | 1           | 14          | 3           | -           | 8           | 15          | 13          | 4           | 10          | 8           | 3           | 1           | 3           | The Fame             |
| 2008  | Poker Face                      | 1                                                                            | 1           | 1           | 1           | 1           | 2           | 2           | 1           | 1           | 1           | 1           | 1           | 1           | 1           | 1           | 1           | The Fame             |
| 2009  | Eh, Eh (Nothing Else I Can Say) | X                                                                            | 68          | X           | X           | 7           | X           | X           | -           | -           | -           | 34          | X           | X           | 2           | 15          | 9           | The Fame             |
| 2009  | LoveGame                        | 5                                                                            | 2           | 19          | 30          | 5           | -           | -           | 15          | 5           | 6           | 27          | 7           | 6           | 12          | 4           | 12          | The Fame             |
| 2009  | Chillin (avec Wale)             | 99                                                                           | 73          | 12          | 19          | -           | -           | -           | -           | -           | -           | -           | -           | -           | -           | 29          | -           | Attention Deficit    |
| 2009  | Paparazzi                       | 6                                                                            | 3           | 4           | 4           | 6           | 46          | 3           | 4           | 6           | 7           | 17          | 1           | 3           | 22          | 2           | 5           | The Fame             |
| 2009  | Bad Romance                     | 2                                                                            | 1           | 1           | 1           | 1           | 1           | 1           | 2           | 4           | 2           | 7           | 1           | 1           | 1           | 2           | 2           | The Fame Monster     |
| 2009  | Video Phone (avec Beyoncé)      | 65                                                                           | -           | -           | -           | -           | -           | -           | -           | -           | -           | -           | -           | -           | -           | 31          | 32          | I Am... Sasha Fierce |
|       |                                 | Le sigle « X » signifie que le titre n'est pas sorti en single dans ce pays. |             |             |             |             |             |             |             |             |             |             |             |             |             |             |             |                      |

### Années 2010
| Année | Single                                                               | Classements | Classements | Classements | Classements | Classements | Classements | Classements | Classements | Classements | Classements | Classements | Classements | Classements | Classements | Classements | Classements | Album              |
| Année | Single                                                               | É-U         | CAN         | R-U         | IRL         | FRA         | ESP         | ITA         | SUI         | BE/W        | BE/F        | P-B         | ALL         | AUT         | SUE         | AUS         | N-Z         | Album              |
| ----- | -------------------------------------------------------------------- | ----------- | ----------- | ----------- | ----------- | ----------- | ----------- | ----------- | ----------- | ----------- | ----------- | ----------- | ----------- | ----------- | ----------- | ----------- | ----------- | ------------------ |
| 2010  | Telephone (avec Beyoncé)                                             | 3           | 3           | 1           | 1           | 3           | 5           | 2           | 4           | 1           | 1           | 10          | 3           | 3           | 2           | 3           | 3           | The Fame Monster   |
| 2010  | Alejandro                                                            | 5           | 4           | 7           | 3           | 3           | 3           | 2           | 3           | 3           | 4           | 7           | 2           | 2           | 4           | 2           | 11          | The Fame Monster   |
| 2010  | Dance in the Dark                                                    | -           | 88          | 89          | -           | -           | -           | -           | -           | 48          | 33          | -           | -           | -           | -           | 24          | -           | The Fame Monster   |
| 2011  | Born This Way                                                        | 1           | 1           | 3           | 1           | 2           | 1           | 2           | 1           | 3           | 1           | 1           | 1           | 1           | 1           | 1           | 1           | Born This Way      |
| 2011  | Judas                                                                | 10          | 8           | 8           | 4           | 7           | 6           | 3           | 8           | 4           | 6           | 5           | 23          | 6           | 7           | 6           | 12          | Born This Way      |
| 2011  | The Edge of Glory                                                    | 3           | 3           | 6           | 4           | 7           | 5           | 2           | 10          | 2           | 6           | 9           | 3           | 3           | 19          | 2           | 3           | Born This Way      |
| 2011  | 3-Way (The Golden Rule) (avec The Lonely Island & Justin Timberlake) | -           | -           | -           | -           | -           | -           | -           | -           | -           | -           | -           | -           | -           | -           | -           | -           | The Wack Album     |
| 2011  | Yoü and I                                                            | 6           | 10          | 23          | 32          | 98          | -           | -           | 32          | -           | -           | 83          | 21          | 8           | -           | 14          | 5           | Born This Way      |
| 2011  | Marry the Night                                                      | 29          | 11          | 16          | 24          | 50          | -           | -           | 34          | 38          | -           | -           | 17          | 13          | -           | 80          | -           | Born This Way      |
| 2011  | The Lady Is a Tramp (avec Tony Bennett)                              | -           | -           | -           | -           | -           | -           | -           | -           | -           | -           | -           | -           | -           | -           | -           | -           | Duets II           |
| 2013  | Applause                                                             | 4           | 4           | 5           | 9           | 3           | 1           | 2           | 7           | 5           | 10          | 15          | 5           | 6           | 17          | 11          | 7           | Artpop             |
| 2013  | Do What U Want (avec R. Kelly)                                       | 13          | 3           | 9           | 9           | 8           | 2           | 3           | 14          | 11          | 15          | 27          | 14          | 10          | 17          | 21          | 12          | Artpop             |
| 2014  | G.U.Y.                                                               | 76          | -           | -           | -           | 92          | -           | -           | -           | -           | -           | -           | -           | -           | -           | 88          | -           | Artpop             |
| 2014  | Anything Goes (avec Tony Bennett)                                    | -           | -           | -           | -           | 178         | 40          | -           | -           | -           | -           | -           | -           | -           | -           | -           | -           | Cheek to Cheek     |
| 2014  | I Can't Give You Anything but Love (avec Tony Bennett)               | -           | -           | -           | -           | 173         | -           | -           | -           | -           | -           | -           | -           | -           | -           | -           | -           | Cheek to Cheek     |
| 2015  | Til It Happens to You                                                | 95          | 46          | -           | -           | 46          | -           | -           | -           | -           | -           | -           | -           | -           | -           | -           | -           | The Hunting Ground |
| 2016  | Perfect Illusion                                                     | 12          | 17          | 12          | 22          | 1           | 34          | 5           | 16          | -           | 43          | 58          | 31          | 21          | 38          | 14          | 31          | Joanne             |
| 2016  | Million Reasons                                                      | 4           | 16          | 39          | 58          | 29          | 80          | 12          | 7           | 32          | -           | -           | 85          | 52          | 71          | 34          | -           | Joanne             |
| 2017  | Joanne                                                               | -           | -           | -           | -           | 190         | -           | -           | -           | -           | -           | -           | -           | -           | -           | -           | -           | Joanne             |
| 2017  | The Cure                                                             | 39          | 33          | 19          | 24          | 108         | 57          | 36          | 41          | 39          | 30          | 80          | 57          | 37          | 51          | 10          | -           |                    |
| 2018  | Shallow (avec Bradley Cooper)                                        | 1           | 1           | 1           | 1           | 3           | 11          | 2           | 1           | 2           | 8           | 5           | 4           | 1           | 1           | 1           | 1           | A Star is Born     |
| 2018  | Always Remember Us This Way                                          | 41          | 26          | 25          | 3           | 18          | 91          | 41          | 7           | 5           | 10          | 30          | 84          | 25          | 10          | 12          | 14          | A Star is Born     |
| 2019  | I'll Never Love Again                                                | 36          | 43          | 27          | 10          | 93          | -           | 68          | 14          | -           | -           | -           | -           | 73          | 47          | 15          | -           | A Star is Born     |

### Années 2020
| Année | Single                                      | Classements | Classements | Classements | Classements | Classements | Classements | Classements | Classements | Classements | Classements | Classements | Classements | Classements | Classements | Classements | Classements | Album             |
| Année | Single                                      | É-U         | CAN         | R-U         | IRL         | FRA         | ESP         | ITA         | SUI         | BE/W        | BE/F        | P-B         | ALL         | AUT         | SUE         | AUS         | N-Z         | Album             |
| ----- | ------------------------------------------- | ----------- | ----------- | ----------- | ----------- | ----------- | ----------- | ----------- | ----------- | ----------- | ----------- | ----------- | ----------- | ----------- | ----------- | ----------- | ----------- | ----------------- |
| 2020  | Stupid Love                                 | 5           | 7           | 5           | 6           | 36          | 50          | 15          | 6           | 12          | 20          | 56          | 21          | 17          | 24          | 7           | 23          | Chromatica        |
| 2020  | Rain On Me (avec Ariana Grande)             | 1           | 1           | 1           | 1           | 12          | 8           | 5           | 5           | 10          | 5           | 9           | 9           | 8           | 8           | 2           | 2           | Chromatica        |
| 2020  | 911                                         | -           | 85          | -           | -           | 141         | -           | 92          | -           | -           | -           | -           | -           | -           | -           | 76          | -           | Chromatica        |
| 2021  | Free Woman                                  | -           | 80          | -           | -           | 143         | -           | -           | -           | -           | -           | -           | -           | -           | 93          | 75          | -           | Chromatica        |
| 2021  | I Get a Kick Out of You (avec Tony Bennett) | -           | -           | -           | -           | -           | -           | -           | -           | -           | -           | -           | -           | -           | -           | -           | -           | Love for Sale     |
| 2021  | Love for Sale (avec Tony Bennett)           | -           | -           | -           | -           | -           | -           | -           | -           | -           | -           | -           | -           | -           | -           | -           | -           | Love for Sale     |
| 2022  | Hold My Hand                                | 49          | 25          | 24          | 49          | 32          | -           | 57          | 5           | 6           | 11          | 76          | 72          | 32          | 61          | 29          | 33          | Top Gun: Maverick |
| 2022  | Bloody Mary                                 | 41          | 50          | 22          | 80          | 43          | 96          | 20          | 29          | -           | -           | 97          | 31          | 32          | 30          | -           | -           | Born This Way     |
| 2024  | Die with a Smile (avec Bruno Mars)          | 1           | 1           | 2           | 3           | 7           | 22          | 16          | 1           | 2           | 1           | 1           | 4           | 2           | 2           | 2           | 1           | Mayhem            |
| 2024  | Disease                                     | 27          | 28          | 7           | 11          | 66          | 58          | 53          | 27          | -           | -           | 54          | 70          | 52          | 53          | 39          | -           | Mayhem            |
| 2025  | Abracadabra                                 | 13          | 12          | 3           | 6           | 13          | 23          | 28          | 5           | 18          | 26          | 12          | 4           | 5           | 8           | 12          | 13          | Mayhem            |

### Singles promotionnels
| Année | Single                             | Classements | Classements | Classements | Classements | Classements | Classements | Classements | Classements | Classements | Classements | Classements | Classements | Classements | Classements | Classements | Classements | Album         |
| Année | Single                             | É-U         | CAN         | R-U         | IRL         | FRA         | ESP         | ITA         | SUI         | BE/W        | BE/F        | P-B         | ALL         | AUT         | SUE         | AUS         | N-Z         | Album         |
| ----- | ---------------------------------- | ----------- | ----------- | ----------- | ----------- | ----------- | ----------- | ----------- | ----------- | ----------- | ----------- | ----------- | ----------- | ----------- | ----------- | ----------- | ----------- | ------------- |
| 2008  | Beautiful, Dirty, Rich             | -           | -           | 83          | -           | -           | -           | -           | -           | -           | -           | -           | -           | -           | -           | -           | -           | The Fame      |
| 2008  | Christmas Tree (avec Space Cowboy) | -           | 79          | -           | -           | -           | -           | -           | -           | -           | -           | -           | -           | -           | -           | -           | -           | -             |
| 2011  | Hair                               | 12          | 11          | 13          | 14          | 16          | 9           | 5           | -           | 11          | 19          | 15          | -           | -           | -           | 20          | 9           | Born This Way |
| 2013  | Venus                              | 32          | 19          | 76          | 13          | 9           | 1           | 7           | 18          | 11          | 22          | 30          | 35          | 36          | -           | 31          | 20          | Artpop        |
| 2013  | Dope                               | 8           | 96          | -           | 12          | 8           | 1           | 5           | 15          | 5           | 18          | 30          | 34          | 28          | -           | 34          | 20          | Artpop        |
| 2016  | A-YO                               | 66          | 55          | 66          | 67          | 167         | -           | -           | 62          | -           | -           | -           | -           | -           | -           | -           | -           | Joanne        |
| 2018  | Your Song                          | -           | -           | -           | -           | -           | -           | -           | -           | -           | -           | -           | -           | -           | -           | -           | -           | Revamp        |
| 2020  | Sour Candy (avec Blackpink)        | 33          | 18          | 17          | 11          | 62          | 46          | 46          | 30          | -           | -           | 52          | -           | 42          | 49          | 8           | 12          | Chromatica    |
| 2024  | Happy Mistake                      | -           | -           | -           | -           | -           | -           | -           | -           | -           | -           | -           | -           | -           | -           | -           | -           | Harlequin     |

## Vidéos

### Albums vidéos et DVD
- 2010 : The Fame Monster: Video EP
- 2011 : The Monster Ball Tour at Madison Square Garden
- 2014 : Cheek to Cheek Live!

### Clips vidéo
| Titre                                                  | Année | Album                | Réalisation                                                     | Notes                                                                      |
| ------------------------------------------------------ | ----- | -------------------- | --------------------------------------------------------------- | -------------------------------------------------------------------------- |
| Just Dance (featuring Colby O'Donis)                   | 2008  | The Fame             | Melina Matsoukas                                                |                                                                            |
| Beautiful, Dirty, Rich                                 | 2008  | The Fame             | Melina Matsoukas                                                |                                                                            |
| Poker Face                                             | 2008  | The Fame             | Ray Kay                                                         |                                                                            |
| Eh, Eh (Nothing Else I Can Say)                        | 2009  | The Fame             | Joseph Kahn                                                     |                                                                            |
| LoveGame                                               | 2009  | The Fame             | Joseph Kahn                                                     |                                                                            |
| Paparazzi                                              | 2009  | The Fame             | Jonas Åkerlund                                                  |                                                                            |
| Bad Romance                                            | 2009  | The Fame Monster     | Francis Lawrence                                                |                                                                            |
| Video Phone (de Beyoncé)                               | 2009  | I Am... Sasha Fierce | Hype Williams                                                   | Extrait de l'album de Beyoncé.                                             |
| Telephone (featuring Beyoncé)                          | 2010  | The Fame Monster     | Jonas Åkerlund                                                  | Suite du clip de Paparazzi.                                                |
| Alejandro                                              | 2010  | The Fame Monster     | Steven Klein                                                    |                                                                            |
| Born This Way                                          | 2011  | Born This Way        | Nick Knight                                                     |                                                                            |
| Judas                                                  | 2011  | Born This Way        | Lady Gaga et Laurieann Gibson                                   |                                                                            |
| 3-Way (The Golden Rule) (de The Lonely Island)         | 2011  | Hors album           | Akiva Schaffer et Jorma Taccone                                 |                                                                            |
| The Edge Of Glory                                      | 2011  | Born This Way        | Haus Of Gaga                                                    |                                                                            |
| Yoü And I                                              | 2011  | Born This Way        | Laurieann Gibson                                                |                                                                            |
| Marry the Night                                        | 2011  | Born This Way        | Lady Gaga                                                       | Plus long clip à ce jour (13 minutes 50 secondes).                         |
| The Lady Is A Tramp (de Tony Bennett)                  | 2011  | Duets II             | Lee Musiker et Unjoo Moon                                       | Extrait de l'album de Tony Bennett.                                        |
| Applause                                               | 2013  | Artpop               | Inez & Vinoodh                                                  |                                                                            |
| G.U.Y. - An Artpop Film                                | 2014  | Artpop               | Lady Gaga                                                       | Inclus des passages d'Artpop, Venus et Manicure.                           |
| Anything Goes (avec Tony Bennett)                      | 2014  | Cheek to Cheek       | Nicole Ehrlich et Harvey White                                  |                                                                            |
| I Can't Give You Anything But Love (avec Tony Bennett) | 2014  | Cheek to Cheek       | Nicole Ehrlich et Harvey White                                  |                                                                            |
| Til It Happens To You                                  | 2015  | The Hunting Ground   | Catherine Hardwicke                                             | Seul clip dans lequel Lady Gaga n'apparaît pas.                            |
| Perfect Illusion                                       | 2016  | Joanne               | Ruth Hogben et Andrea Gelardin                                  |                                                                            |
| Million Reasons                                        | 2016  | Joanne               | Lady Gaga, Ryan Hunter Phillips, Brandon Maxwell et Jessy Price | Suite du clip de Perfect Illusion.                                         |
| John Wayne                                             | 2017  | Joanne               | Jonas Åkerlund                                                  | Suite du clip de Million Reasons.                                          |
| Joanne (Where Do You Think You’re Goin’?)              | 2018  | Joanne               | Haus Of Gaga                                                    | Clip réalisé pour clore l’ère de Joanne.                                   |
| Stupid Love                                            | 2020  | Chromatica           | Daniel Askill                                                   |                                                                            |
| Rain On Me (avec Ariana Grande)                        | 2020  | Chromatica           | Robert Rodriguez                                                |                                                                            |
| 911                                                    | 2020  | Chromatica           | Tarsem Singh                                                    | Le clip comprend également les interludes Chromatica II et Chromatica III. |
| I Get A Kick Out Of You (avec Tony Bennett)            | 2021  | Love for Sale        | Jennifer Lebeau                                                 |                                                                            |
| Love for Sale (avec Tony Bennett)                      | 2021  | Love for Sale        | Jennifer Lebeau                                                 |                                                                            |
| I've Got You Under My Skin (avec Tony Bennett)         | 2021  | Love for Sale        | Jennifer Lebeau                                                 |                                                                            |
| Night And Day (avec Tony Bennett)                      | 2021  | Love for Sale        | Jennifer Lebeau                                                 |                                                                            |
| Hold My Hand                                           | 2022  | Top Gun: Maverick    | Joseph Kosinski                                                 |                                                                            |
| Die With A Smile (avec Bruno Mars)                     | 2024  | Mayhem               | Daniel Ramos et Bruno Mars                                      |                                                                            |
| Disease                                                | 2024  | Mayhem               | Tanu Muiño                                                      | Le personnage de Mayhem apparaît.                                          |
| Abracadabra                                            | 2025  | Mayhem               | Lady Gaga, Parris Goebel et Bethany Vargas                      | Le personnage de Mayhem apparaît.                                          |